# Назиров, Ромэн Гафанович
Ромэ́н Гафа́нович Нази́ров (4 февраля 1934, Харьков — 16 января 2004, Уфа) — российский литературовед, доктор филологических наук, профессор, автор монографии «Творческие принципы Ф. М. Достоевского», нескольких десятков статей по истории фольклорных мотивов и разным аспектам поэтики русской литературы XIX века.

## Биография
В юности мечтал стать историком. В 1952 году успешно сдал вступительные экзамены на исторический факультет в Государственный педагогический институт им. А. И. Герцена в Ленинграде. Р. Г. Назиров честно написал в анкете, что его отец Гаффан Шамгунович Назиров был репрессирован, и отличные оценки на вступительных экзаменах не помогли: в ленинградские институты юношу не приняли. В 1953 году Р. Г. Назиров поступил на историко-филологический факультет Башкирского государственного педагогического института им. К. А. Тимирязева (ныне Уфимский университет науки и технологий). Окончив факультет в 1957 году, работал учителем в сельской школе Аургазинского района Башкирии, в уфимской газете «Ленинец». В 1962—1965 гг. — аспирантура на кафедре русской литературы в МГУ; в 1966 г. защитил кандидатскую диссертацию на тему «Социальная и этическая проблематика произведений Ф. М. Достоевского 1859—1866 годов». Почти сорок лет ученый проработал в Башкирском государственном университете (ныне Уфимский университет науки и технологий). С 1992 года возглавлял кафедру русской литературы и фольклора Башкирского государственного университета (ныне Уфимский университет науки и технологий). Сфера научных интересов: русская и зарубежная литература, мифология, культурология. В 1995 году состоялась защита докторской диссертации «Традиции Пушкина и Гоголя в русской прозе. Сравнительная история фабул». Основатель и первый редактор многотиражной газеты университета «Кафедра» (первый номер газеты, носившей тогда название «Знамя Октября», вышел в свет в 1967 году). В работах Р. Г. Назирова постановка масштабных проблем сочеталась с пристальным вниманием к деталям, а широкий охват анализируемых явлений — с предельной точностью, афористичностью формулировок. Превосходная эрудиция учёного позволяла ему свободно и естественно прослеживать связь от фольклорных источников к литературным явлениям XX века. После смерти ученого были опубликованы некоторые из его художественных произведений, лирическая проза, рукописи из архива.

## Основные работы
- Петербургская легенда и литературная традиция // Уч. зап. Башкирского ун-та. Вып. 80. Традиции и новаторство. Уфа, 1975;
- Петр Верховенский как эстет // Вопросы литературы. 1979. № 10;
- Творческие принципы Ф. М. Достоевского. Саратов: Саратовский ун-т, 1982;
- Пародии Чехова и французская литература // Чеховиана. Чехов и Франция. М.: Наука; Paris: Institut d’études Slaves , 1992. C. 48-56.
- Русская классическая литература: сравнительно-исторический подход. Исследования разных лет: [сборник статей] / Башкирский гос. ун-т. — Уфа: РИО БашГУ, 2005. — 208 с.
- О мифологии и литературе, или Преодоление смерти: статьи и исследования разных лет. — Уфа: Уфимский полиграфкомбинат, 2010. — 408 с.
- Подлинный смысл Поликратова перстня // Гуманитарные исследования в Восточной Сибири и на Дальнем Востоке. — 2010. — № 4. — С. 147—149.
- Сюжет как компромисс // Диалог. Карнавал. Хронотоп. — 2010. — № 1—2 (43—44). — С. 61—69.
- Избранные газетные рецензии / сост. Борис Орехов. — Уфа : Вагант, 2011. — 80 с.
- Эффект подлинности, или Самоотрицание авторства // Гуманитарные исследования в Восточной Сибири и на Дальнем Востоке. — 2011. — № 2. — С. 137—144.
- Герои раннего Гоголя // Литературная классика: публикации, комментарии, отражения. Сборник научных трудов. / Под ред. С. С. Шаулова. — Уфа: Издательство БГПУ, 2012. — С. 17—24.
- Легенды о художниках: к постановке проблемы // Нева. — 2012. — № 2. — С. 190—201.
- Международные литературные сюжеты и типы: словарь-справочник. -Уфа: РИЦ БашГУ, 2012. — 206 с.
- Фабула о колдуне-предателе // Вопросы литературы. 2012. № 4.
- Становление мифов и их историческая жизнь. — Уфа: ГУП Полиграфкомбинат РБ, 2014. — 292 с.